# Sobreviviremos
Sobreviviremos es el título del 18.º álbum de estudio grabado y realizado por el grupo vocal español Mocedades, publicado a finales del año 1987. Es el último álbum en el que participaron Carlos Zubiaga y José Ipiña, y el último publicado por CBS antes de convertirse en Sony Music. Asimismo, fue el primero publicado en CD simultáneamente a las habituales versiones LP y casete.
«Sobreviviremos» fue la última canción del grupo que alcanzó gran éxito en España y Latinoamérica. «Quién más que yo» fue un tema muy sonado en Chile, España, Estados Unidos e Hispanoamérica, y «Arió» junto con «Tienes un amigo» también estuvieron en las listas de ventas de México, Perú y otros países americanos.

## Lista de canciones
| Sobreviviremos |                                                      |                                                                                     |          |  |
| N.º            | Título                                               | Escritor(es)                                                                        | Duración |  |
| 1.             | «Ario» (Arió)                                        | De Rienzo · De Sio Adapt al español: María Rosario Ovelar                           | 4:53     |  |
| 2.             | «Las Chicas de La Habana» (Sotto Il Sole Dell'Avana) | Adelio Cogliati · Claudia Ferrandi · Piero Cassano Adapt al español: Ramón Irigoyen | 4:05     |  |
| 3.             | «Ramas de sauce llorón»                              | Carmen Santonja · Gloria Van Aerssen                                                | 3:38     |  |
| 4.             | «Dónde estés tú»                                     | Carlos Fernández Tejero                                                             | 4:34     |  |
| 5.             | «Recorrer el camino»                                 | José Luis Perales                                                                   | 4:33     |  |
| 6.             | «Amor de miel»                                       | Enrique Granados Adapt al español: Patxi Andión                                     | 3:57     |  |
| 7.             | «Sobreviviremos»                                     | J. Fernández Lera                                                                   | 4:11     |  |
| 8.             | «Quién más que yo» (Chi Plu Di Me)                   | Adelio Cogliati · Piero Cassano Adapt al español: Ramón Irigoyen                    | 3:53     |  |
| 9.             | «Cazador de marfil» (Chasseur D'Yvoire)              | Alain Chamfort Adapt al español: Ramón Irigoyen                                     | 5:28     |  |
| 10.            | «Tienes un amigo» (You've Got A Friend)              | Carole King Adapt al español: Patxi Andión                                          | 4:23     |  |
| 43:21          |                                                      |                                                                                     |          |  |